# 岱明町浜田
岱明町浜田（たいめいまちはまだ）は、熊本県玉名市の大字。郵便番号は869-0203。

## 地理
玉名市西部の有明海干拓平野北方の丘陵地に位置し、北で岱明町中土、東側で岱明町高道、南側で有明海、西側で岱明町鍋と接している。当地には浜田、長保の2つの行政区に分かれており、これらの行政区は市立小・中学校の校区やゴミ捨ての区域などに用いられている。
当地の中央から南の部分は有明海の干潟であり、文政の郷開と明治期の長保開の二代干拓によって形成された。

## 歴史
江戸時代ごろには坂下手永に属していた。

### 沿革
- 江戸時代頃 - 頭波下村から分村[4]。
- 明治22年（1889年） - 高道村の大字となる。
- 昭和30年（1955年）4月1日 - 所属が岱明町となる。
- 昭和40年（1965年）4月1日 - 岱明村の町村制施行により所属が岱明町となる。
- 平成17年（2005年）10月3日 - 岱明町の玉名市との合併により、浜田から岱明町浜田に変更される。

## 人口と世帯数
2022年（令和4年）8月31日現在の世帯数と人口は以下の通りである。
| 町丁       | 世帯数  | 人口  |
| ---------- | ------- | ----- |
| 岱明町浜田 | 393世帯 | 892人 |

### 行政区ごとの人口
行政区ごとの人口は以下の通りである。
| 行政区 | 世帯数  | 人口  |
| ------ | ------- | ----- |
| 浜田   | 287世帯 | 673人 |
| 長保   | 106世帯 | 219人 |

### 人口の変遷
| 統計年             | 統計年 | 人口 | 人口 |
| ------------------ | ------ | ---- | ---- |
| 1995年（平成7年）  | [ 5 ]  | 993  |      |
| 2000年（平成12年） | [ 6 ]  | 997  |      |
| 2005年（平成17年） | [ 7 ]  | 927  |      |
| 2010年（平成22年） | [ 8 ]  | 845  |      |
| 2015年（平成27年） | [ 9 ]  | 814  |      |
| 2020年（令和2年）  | [ 10 ] | 799  |      |

## 小・中学校の学区
市立小・中学校に通う場合、学区は以下の通りとなる。
| 町丁 | 小学校             | 中学校             |
| ---- | ------------------ | ------------------ |
| 全域 | 玉名市立高道小学校 | 玉名市立岱明中学校 |

## 交通

### 道路
- 国道501号

### 鉄道
当地を鉄道は通っていない。鉄道を利用する場合の最寄り駅は大野下駅となる。

### バス
当地内をバス路線は通っていない。

## 施設
- 玉名市立岱明中学校

- 玉名市商工会岱明支所

- 岱明漁業労働組合

- 心字が池公園

## 史跡
- 浜田和多津海神社

- 寿福寺

- 浜田西原遺跡